# Păunești
Păunești là một xã thuộc hạt Vrancea, România. Dân số thời điểm năm 2002 là 6804 người.